# 불리사구
불리사구(Buliisa)는 우간다 서부와 앨버트호 북동부에 위치한 구로, 행정 중심지는 불리사이며 인구는 64,823명(2002년 인구 조사 기준)이다.
행정 구역상으로는 서부 주에 속하며 1개 군(불리사 군)을 관할한다. 남서쪽으로는 호이마 구, 북쪽으로는 네비 구와 아무루 구, 서쪽으로는 콩고 민주 공화국 동부 주와 접한다.